# Peritoró
Peritoró is een gemeente in de Braziliaanse deelstaat Maranhão. De gemeente telt 19.817 inwoners (schatting 2009).
De gemeente grenst aan Coroatá, Codó, Capinzal do Norte, Alto Alegre do Maranhão, São Luiz Gonzaga en Lima Campos.